# Lisa Gay Hamilton
Lisa Gay Hamilton (Los Ángeles, California; 25 de marzo de 1964) es una actriz estadounidense. Su papel de Rebeca Washington en la serie de ABC The Practice, le ha dado reconocimiento y fama.

## Filmografía
- Doce monos (1995)
- The Practice (1997])
- Jackie Brown (1997)
- Halloween H20: 20 Years Later (1998)
- True Crime (1999)
- The Sum of All Fears (2002)
- The L Word (2004)
- Honeydripper (2007)
- Beastly (2011)
- The Hypnotist, (cortometraje, 2012)
- Go for Sisters .... como Bernice (2013)
- Life of a King .... como Sheila King (2013)
- Redemption Trail .... como Tess (2013)
- Lovelace .... como Marsha (2013)
- Indiscretion .... como Karen Wyatt (2016)
- Vice .... como Condoleezza Rice (2018)
- Beautiful Boy .... como Rose (2018)
- Ad Astra (2019)
- The Last Full Measure (2019)[4]